# Sprawa Pietrowa
Tak zwana sprawa Pietrowa była znaczącym wydarzeniem politycznym w dziejach Australii w 1954, duży udział w niej miała australijska służba specjalna ASIO.

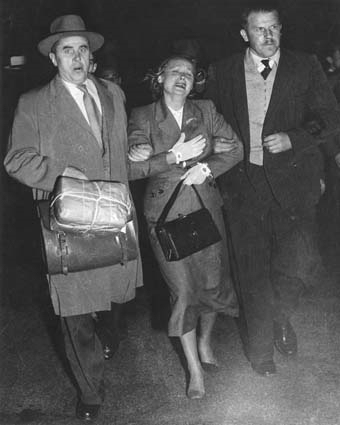
Jewdokia Pietrowa prowadzona do samolotu w Sydney przez uzbrojonych agentów sowieckich

Radziecki dyplomata i szpieg Władimir Pietrow zwrócił się do rządu Australii z prośbą o azyl polityczny, dając przy tym do zrozumienia, że ma on informacje dotyczące radzieckiej siatki wywiadowczej działającej na terenie Australii. Po zdradzie Pietrowa Rosjanie zażądali od Australii wydania jego żony i jej powrotu do Związku Radzieckiego. Na oczach sporego tłumu żądającego jej uwolnienia, żona Pietrowa została siłą zaciągnięta do samolotu stojącego na lotnisku międzynarodowym w Sydney. Część z przyglądających się osób próbowała odbić ją z rąk radzieckich „opiekunów”, w wyniku szarpaniny Pietrowa zgubiła jeden ze swoich butów, co zostało uwiecznione na słynnej w Australii fotografii. Pietrowa została w końcu uwolniona po międzylądowaniu samolotu w Darwin i wkrótce po tym przyznano jej status uchodźcy politycznego.
Wydarzenia afery Pietrowa przysłużyły się jeszcze bardziej do rozpalenia antykomunistycznej gorączki w Australii, a cała sprawa była przedstawiana przez media w swoisty sposób – pisano, że byli sowieccy szpiedzy „nawrócili” się na kapitalizm po poznaniu wysokiego standardu życia w Australii.
Ówczesny premier Australii z ramienia partii liberalnej Robert Menzies użył wydarzenia afery Pietrowa do podkreślenia, że zagrożenie komunizmem w Australii było jak najbardziej rzeczywiste, co pomogło mu wygrać następne wybory parlamentarne. Afera ta spowodowała także rozpad australijskiej, lewicowej partii laburzystowskiej na dwie mniejsze partie, Australia Labor Party i Democratic Labour Party (ta druga była bardziej antykomunistyczna).
W porównaniu ze skandalami szpiegowskimi z okresu zimnej wojny, które wydarzyły się w innych krajach, afera Pietrowa nie miała praktycznie żadnego znaczenia, ale nadal jest ona pamiętana i wspominana przez Australijczyków jako fascynująca afera szpiegowska, która wydarzyła się w ich własnym kraju.